# HCP 203E
ET41 (typ 203E) – normalnotorowa dwuczłonowa lokomotywa elektryczna towarowa produkowana w latach 1977–1983 w zakładach HCP w Poznaniu w liczbie 200 sztuk. Żargonowo nazywana „Jamnikiem”.

## Eksploatacja
Na podstawie konstrukcji lokomotywy EU07 opracowano projekt elektrowozu ET41 przeznaczonego do prowadzenia ciężkich pociągów towarowych. W latach 1977–1983 wyprodukowano dwieście lokomotyw ET41. W 1983 roku w Poznaniu uruchomiono produkcję lokomotyw EU07 przy wykorzystaniu projektu elektrowozu ET41. W 1985 roku uszkodzoną po wypadku w Poznaniu Woli lokomotywę EU07-322 przebudowano na człon B do lokomotywy ET41-184 przechodziła naprawę awaryjną w ZNLE Gliwice po wypadku z dnia 26 stycznia 1984 roku. Naprawę ukończono 1 lutego 1985 roku. Trzy pojedyncze człony ET41 w latach 90. przebudowano w ZNTK na lokomotywy EU07. W 2001 roku po przejęciu maszyn przez PKP Cargo przewoźnik dysponował 162 lokomotywami tego typu. W 2009 roku PKP Cargo dysponowało 160 lokomotywami serii ET41.

## Konstrukcja
Lokomotywa ET41 oparta jest na projekcie elektrowozu EU07 przy wprowadzeniu zmian konstrukcyjnych. Rama i wózki lokomotywy zostały wzmocnione. Elektrowóz jest przystosowany do zabudowy sprzęgu samoczynnego. Oba człony połączono sprzęgiem śrubowym, przewodami pneumatycznymi i przewodami sterowania wielokrotnego oraz umożliwiono przejście pomiędzy sekcjami, z zastosowaniem elastycznych osłon gumowych. Może prowadzić wyjątkowo ciężkie pociągi towarowe o masie do 4000 ton z prędkością 70 km/h (teoretycznie możliwe jest ciągnięcie lokomotywą ET41 pociągu o masie do 5000 ton).

## Modernizacje
Ze względu na przestarzałą konstrukcję lokomotyw, w 2016 roku PKP Cargo zdecydowało się na naprawy główne połączone z modernizacją. Modernizacji ulega część elektryczna, włącznie z instalacją elektryczną, układy pneumatyczne, wózki i silniki trakcyjne. Przebudowie ulega kabina maszynisty, zmniejszając poziom hałasu w kabinie.